# Epiplatys chevalieri
Epiplatys chevalieri är en fiskart som först beskrevs av Pellegrin, 1904.  Epiplatys chevalieri ingår i släktet Epiplatys och familjen Nothobranchiidae. IUCN kategoriserar arten globalt som livskraftig. Inga underarter finns listade i Catalogue of Life.